# 弦楽四重奏曲第1番 (プロコフィエフ)
セルゲイ・プロコフィエフの《弦楽四重奏曲 第1番 ロ短調》作品50は、1931年のアメリカ議会図書館の委嘱作品。ヴィオラとチェロの最低音（ハ音）より半音低いロ音を主音とする音階を選択していることが特徴的で、濃密な情緒表現とむせび泣くような旋律が聴きものの第2楽章も作品の特色である。
以下の3楽章からなる。
1. アレグロ
2. アンダンテ・モルト
3. アンダンテ

プロコフィエフは終楽章を気に入っており、これを弦楽合奏用に編曲した（作品50a）。また、ピアノ独奏用にも編曲して『6つの小品』作品52の一曲としている。